# Koźlarz topolowy

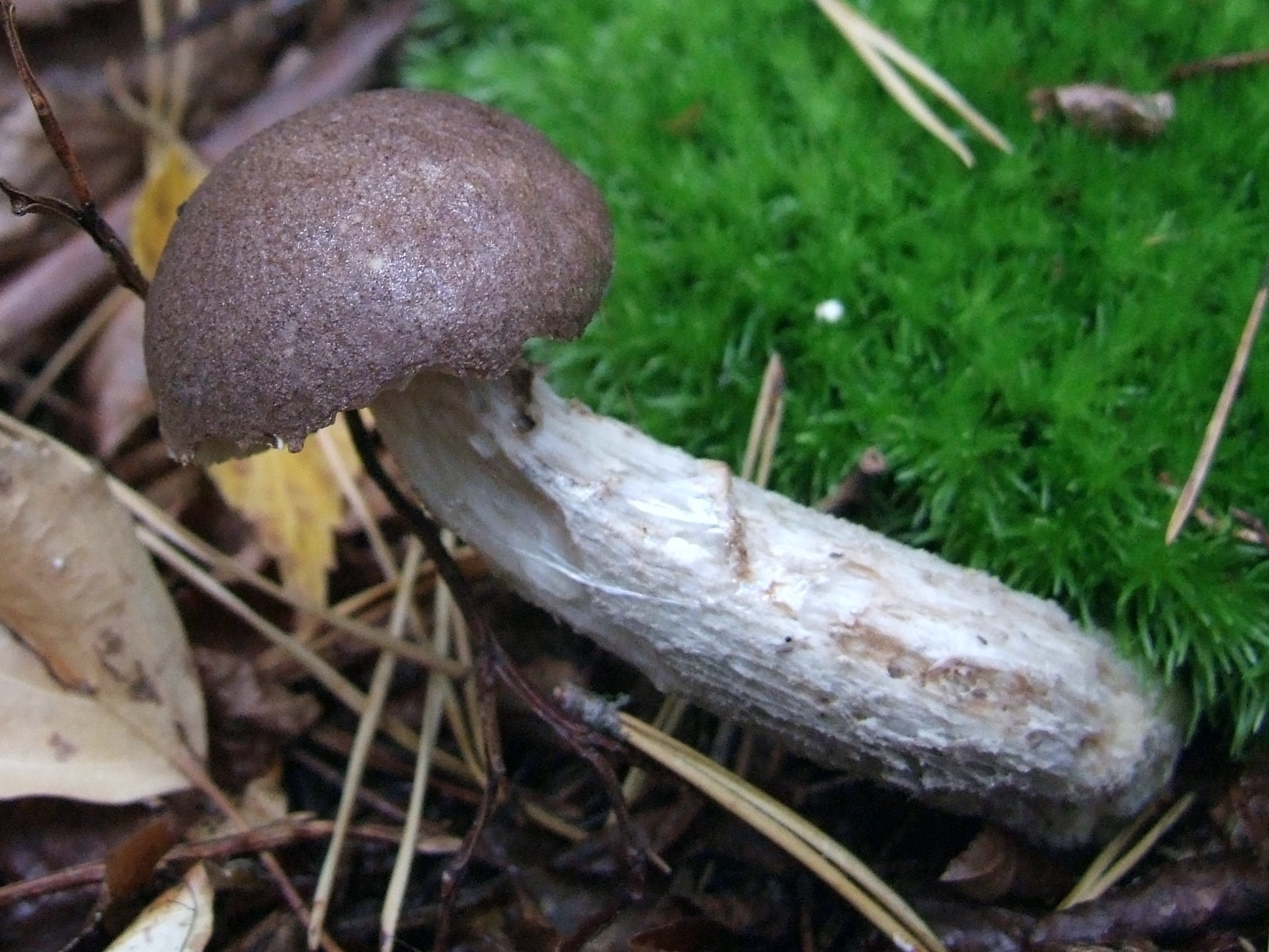

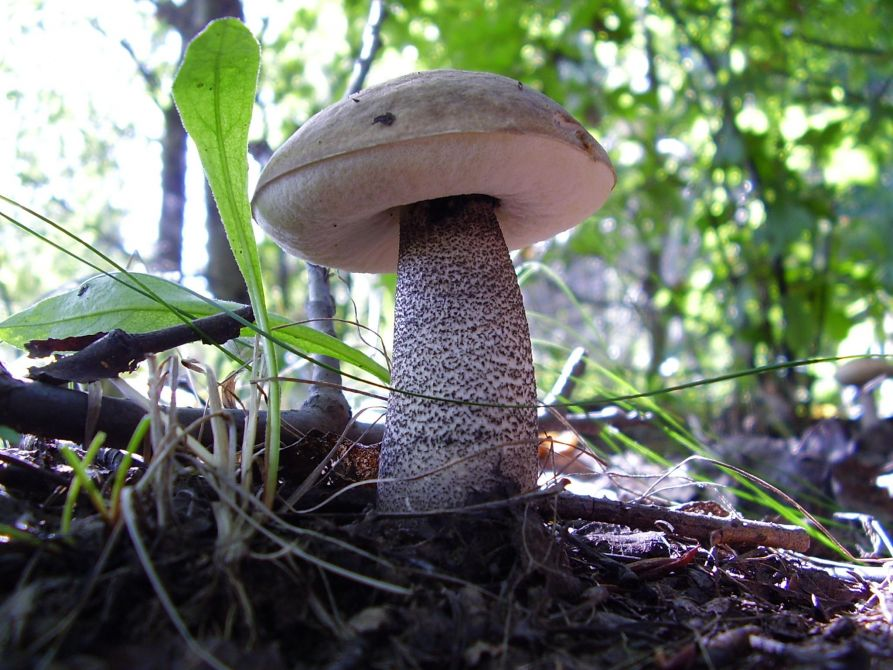
Koźlarz topolowy

Koźlarz topolowy (Leccinum duriusculum (Schulzer ex Kalchbr.) Singer) – gatunek grzybów z rodziny borowikowatych (Boletaceae). Grzyb jadalny.

## Systematyka i nazewnictwo
Pozycja w klasyfikacji według Index Fungorum: Boletaceae, Boletales, Agaricomycetidae, Agaricomycetes, Agaricomycotina, Basidiomycota, Fungi.
Schulzer ex Kalchbr.
Po raz pierwszy takson ten opisali w 1874 r. Schulzer i Kalchbrenner nadając mu nazwę Boletus duriusculus. Obecną, uznaną przez Index Fungorum nazwę nadał mu w 1947 r. Singer, przenosząc go do rodzaju Leccinum.
Niektóre synonimy:
- Boletus duriusculus Schulzer ex Kalchbr. 1874
- Krombholzia aurantiaca f. duriuscula (Schulzer ex Kalchbr.) Vassilkov 1956
- Leccinum aurantiacum subsp. duriusculum (Schulzer ex Kalchbr.) Hlaváček 1958
- Leccinum duriusculum f. robustum Lannoy & Estadès 1994[2].

Nazwę polską podał Władysław Wojewoda w 1999 r.

## Morfologia
Kapelusz
Średnica dochodzi do 15 cm, u młodych egzemplarzy wypukły potem poduszkowato spłaszczony. Jest mięsisty, podczas suchej pogody suchy i matowy, przy wilgotnej pogodzie powierzchnia kapelusza jest lepka. Barwa od jasno- do ciemnorobrązowej. Powierzchnia łuskowata i włókniście pilśniowata
Rurki
Do 30 mm długości, głęboko wcięte przy trzonie. Barwa od białej u młodych, do szarej u starszych egzemplarzy. Pory okrągławe. Po uciśnięciu pory brązowieją.
Trzon
Grubość do 3 cm, wysokość do 15 cm, cylindryczny. Jest biały lub kremowy i pokryty licznymi łuseczkami, które u młodych okazów są bladobrązowe, u starszych czerniawe, szczególnie w dolnej części trzonu.
Miąższ
W kapeluszu biały, po przecięciu łososiowy, w górnej części trzonu siwofioletowy, u podstawy siniejący. Smak i zapach przyjemny.
Wysyp zarodników
Zarodniki gładkie, wrzecionowate o rozmiarach 13–17 × 5–7 μm.
Gatunki podobne
- koźlarz babka (Leccinum scabrum) ma gładką skórkę kapelusza i jego miąższ nie zmienia barwy. Rośnie pod brzozami[4].
- koźlarz różnobarwny (Leccinum variicolor) ma również gładką skórkę kapelusza, przy podstawie trzonu miąższ jasnozielony. Miąższ kapelusza po przecięciu różowieje. Rośnie pod brzozami[4].

## Występowanie i siedlisko
Opisano jego występowanie tylko w Europie. Jest tutaj szeroko rozprzestrzeniony, na północy sięga po północne krańce Półwyspu Skandynawskiego. W Polsce jest rzadki, ale nie jest szczególnie zagrożony. Znajduje się natomiast na czerwonych listach gatunków zagrożonych w Austrii, Danii, Niemczech, Holandii, Słowacji i Czechach.
Jesienią spotykany pod osikami i topolami białymi. Owocniki pojawiają się od sierpnia do października.